# خجسته فنا ابراهیم‌خیل

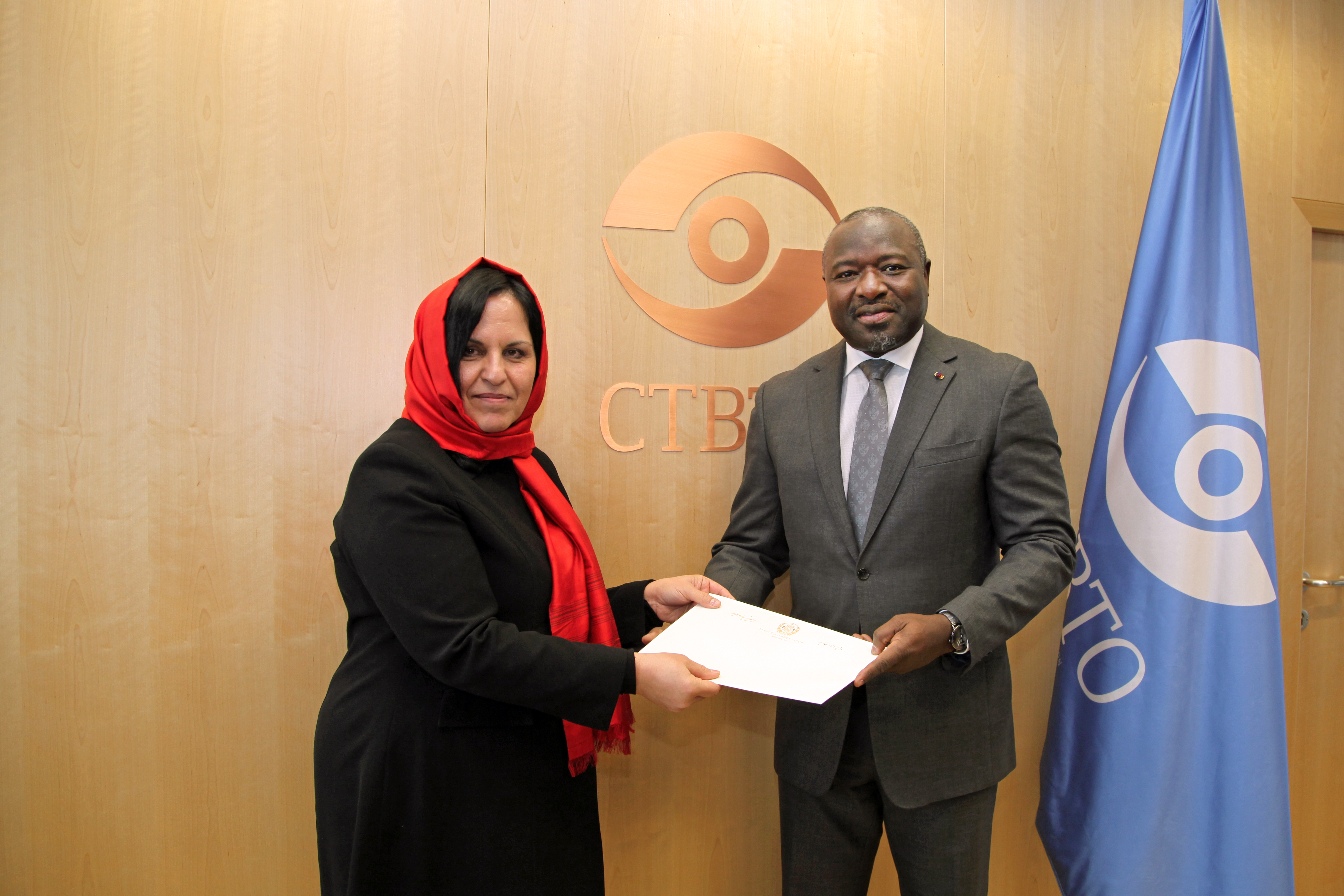
ارائه اعتبارنامه توسط خوجستا فنا ابراهیم خیل

خجسته فنا ابراهیم‌خیل (زاده ۱۹۶۴ در کابل) سفیر فوق‌العاده و تام‌الاختیار افغانستان در جمهوری اتریش (و غیر مقیم کرواسی، مجارستان، لیختن اشتاین و اسلوونی) و به عنوان نماینده دائم/مقیم در سازمان‌های مستقر در سازمان ملل متحد در وین است.
ابراهیم‌خیل همچنین از ۲۲ سپتامبر ۲۰۱۰ تا ۱۴ فوریه ۲۰۱۱ کاردار او در ایالات متحده آمریکا بود. ابراهیم خیل قبل از شروع کار دیپلماتیک خود به عنوان وکیل دادستان کل و به عنوان بازپرس جنایات در وزارت امور خارجه در کابل کار می‌کرد.
وی در سال ۱۹۸۲ لیسانس علوم سیاسی را با تخصص حقوق و دیپلماسی از دانشگاه کابل وی پس از درخواست پناهندگی در آلمان، در موسسه فناوری کارلسروهه به تحصیل زبان آلمانی، ریاضی، شیمی و فیزیک پرداخت. پدر وی محمد جان فنا است.